# Sporophora toruliformis
Sporophora toruliformis är en svampart som beskrevs av Luteraan 1952. Sporophora toruliformis ingår i släktet Sporophora, divisionen sporsäcksvampar och riket svampar.   Inga underarter finns listade i Catalogue of Life.